# SN 1965H
SN 1965H – supernowa typu II-P odkryta 26 maja 1965 roku w galaktyce NGC 4666. W momencie odkrycia miała maksymalną jasność 14,60m.